# Timothy Darvill
Timothy Darvill, né le 22 décembre 1957 à Cheltenham et mort le 5 octobre 2024, est un archéologue et préhistorien britannique, spécialiste du Néolithique de la Grande-Bretagne. Il a notamment conduit des fouilles en Angleterre, au Pays de Galles, et à l'île de Man. Il a été professeur à l'École de sciences appliquées (en) de l'université de Bournemouth.

## Publications
- (en) Timothy Darvill, Prehistoric Britain from the Air : A study of space, time, and society, Cambridge/New York, Cambridge University Press, coll. « Cambridge air surveys », septembre 1996, 283 p. (ISBN 0-521-55132-3 et 978-0-521-55132-8, OCLC 33132537, LCCN 95038565, présentation en ligne)